# Jan Mikrut (duchowny)
Jan Mikrut (ur. 17 czerwca 1942 w Borku Nowym, zm. 4 stycznia 2013 w Gliwicach) – polski redemptorysta, duszpasterz młodzieżowy, katecheta, rekolekcjonista, współzałożyciel i wieloletni pracownik Radia Maryja.

## Życiorys
Po maturze wstąpił w 1962 do Wyższego Seminarium Duchownego Redemptorystów w Tuchowie. Podczas okresu przygotowań do kapłaństwa spędził także rok nowicjatu w Łomnicy-Zdroju. Śluby wieczyste złożył 7 kwietnia 1969, święcenia kapłańskie otrzymał 10 sierpnia 1969. 
Po święceniach kapłańskich pracował w Parafii Matki Boskiej Królowej Polski w Elblągu, jako katecheta i duszpasterz młodzieży. Po kilku latach rozpoczął swoją posługę w Krakowie w Kościele Matki Boskiej Nieustającej Pomocy. W tym czasie także pracował z młodzieżą i prowadził duszpasterstwo młodzieżowe. Podobne posługi spełniał w Parafii Podwyższenia Krzyża Świętego w Gliwicach. Na początku lat 90. XX w. rozpoczął posługę w Kościele św. Józefa w Toruniu.
W 1991 roku wraz z o. Tadeuszem Rydzykiem założył Radio Maryja, którego w latach 1993–2003 był pracownikiem. W 2003 roku po ciężkim zawale serca i długiej szpitalnej rekonwalescencji został przeniesiony z Torunia do Tuchowa, do wpólnoty zakonnej przy kościele Nawiedzenia Najświętszej Maryi Panny.
W latach 1978–2012 podczas okresu letniego był opiekunem domu rekolekcyjnego i kaplicy na wzgórzu Brzegi-Rynias w gminie Bukowina Tatrzańska oraz częstym rekolekcjonistą (prowadził m.in. rekolekcje w milczeniu, czy Lectio Divina). 
Przeprowadzał także rekolekcje intronizacyjne Najświętszego Serca Pana Jezusa, Króla Królów oraz Pana Panów. Uważał, że królowania Chrystusa nie trzeba ustanawiać żadną władzą polityczną, czy państwową, gdyż ono już się dokonuje. Według nauki jaką popierał celem życia człowieka jest uznanie królowania Jezusa we własnym sercu. Podkreślał, że podjęcie aktu królowania Chrystusa w wymiarze społecznym, rodzinnym ma zawsze wymiar osobowy. Sprzeciwiał się koncepcji ogłoszenia Chrystusa Królem Polski przez parlament, co popiera ks. Piotr Natanek. Według o. Mikruta duchowny ten przeinacza przesłanie, jakie otrzymała Rozalia Celakówna.
W latach 2005–2008 należał do wspólnoty zakonnej w Lubaszowej.
Od 2008 ponownie pełnił posługę w Kościele Matki Boskiej Nieustającej Pomocy w Krakowie i mieszkał w tamtejszym klasztorze. 
20 czerwca 2009 roku udzielił na Ryniasie ślubu Michałowi Żebrowskiemu i Aleksandrze Adamczyk.
Był autorem wielu artykułów w redemptorystowskim kwartalniku Homo Dei oraz książek wydawanych przez wydawnictwo o tej samej nazwie.
Cierpiał na chorobę nowotworową. Zmarł 4 stycznia 2013 w hospicjum w Gliwicach.
Pogrzeb odbył się 9 stycznia 2013 w Kościele Matki Boskiej Nieustającej Pomocy w Krakowie. Mszy Świętej przewodniczył biskup Stanisław Stefanek. Pochowany został na cmentarzu podgórskim w grobowcu redemptorystów (kwatera IIIa-płd.-9).

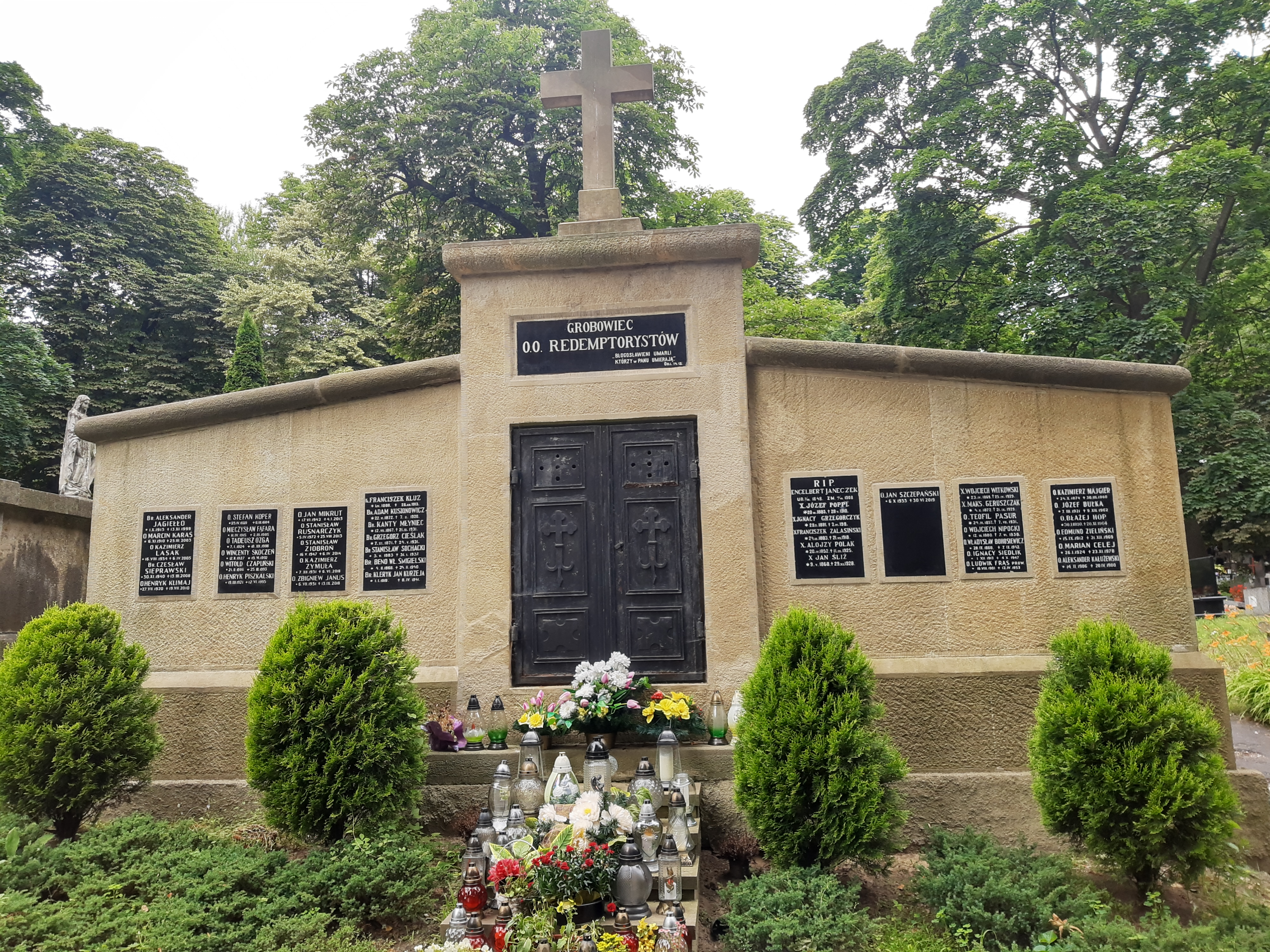
Grobowiec redemptorystów na Cmentarzu Podgórskim

## Wybrane publikacje książkowe
- W nurcie formacji ciągłej. Warszawa Wydawnictwo Sióstr Loretanek, 2000.
- Przewodnik po miejscach, gdzie przebywa Jezus. Kraków wyd. Homo Dei, 2005
- Seminarium Odnowy Życia w Chrystusie. Zeszyt dla uczestników.  Kraków wyd. Homo Dei, 2007
- Szkoła modlitwy: katechezy i medytacje - Kraków wyd. Homo Dei, 2007